# اچ‌ام‌اس بوادیکا (۱۷۹۷)
اچ‌ام‌اس بوادیکا (۱۷۹۷) (به انگلیسی: HMS Boadicea (1797)) یک کشتی بود که طول آن ۱۴۸ فوت ۶ اینچ (۴۵٫۲۶ متر) بود. این کشتی در سال ۱۷۹۷ ساخته شد.